# Pierres de Mère et la Fille
Die Pierres de Mère et la Fille (auch Menhirs de „La Mère et la Fille“ genannt – deutsch „Mutter und Tochter“) stehen nordöstlich von Saint-Jean-de-la-Motte und von La Flèche im Département Sarthe in Frankreich.
Von der ehemaligen Steinreihe haben drei Menhire die Zerstörung des 19. Jahrhunderts überlebt, von denen zwei als Mutter und Tochter bekannt sind.
Der Mutter-Stein ist mehr als 4,0 Meter hoch und der westliche des Paares. Die Tochter im Osten misst knapp über 2,0 Meter. Die beiden spitzen Platten stehen etwa 8,0 Meter voneinander in Ost-West-Richtung.
Etwa 425 m entfernt steht der „Pierre Potelée“. Der Menhir im Wald ist eine zwischen 2.5 und 3,0 Meter hohe und etwa 2,0 Meter breite abgewitterte Platte mit vielen natürlichen Löchern auf einer Seite.